# سارة مارشال (ممثلة فرنسية)
سارة مارشال (بالفرنسية: Sarah Marshall)‏ هي عارضة وممثلة فرنسية، ولدت في 1 يونيو 1981.

## وصلات خارجية
- سارة مارشال (ممثلة فرنسية) على موقع IMDb (الإنجليزية)